# Roger Blin
Roger Blin (* 22. März 1907 in Neuilly-sur-Seine, Frankreich; † 21. Januar 1984 in Évecquemont, Frankreich) war ein französischer Schauspieler und Theaterregisseur.

## Leben
Roger Blin spielte seit den 1930er Jahren in über 70 Filmen. 1942 besetzte ihn Marcel Carné in Les Visiteurs du soir, wo er an der Seite von Arletty spielte. Unter Regisseur Jean Cocteau spielte er 1950 in Orphée gemeinsam mit Jean Marais und Juliette Gréco. Andrzej Żuławski besetzte ihn 1975 in seinem Film Nachtblende mit Romy Schneider. Blin spielte den Vater von Fabio Testi.
Blin ist in die Theatergeschichte eingegangen, als er 1953 mit seiner Regiearbeit dem Stück Warten auf Godot von Samuel Beckett zum Durchbruch verhalf. Er selbst übernahm in dieser Inszenierung die Rolle des Pozzo. Auch seine Inszenierungen von Stücken von Jean Genet, wie beispielsweise „Die Wände“ erstmals 1966 in Frankreich aufgeführt, verhalfen diesem zu internationaler Bekanntheit.

## Filmografie (Auswahl)
- 1936: Beethovens große Liebe (Un grand amour de Beethoven)
- 1936: Das Leben gehört uns (La vie est à nous)
- 1937: Alibi (L'Alibi)
- 1938: Theaterliebe (Entrée des artistes)
- 1939: Die weiße Sklavin (L'esclave blanche)
- 1942: Die Nacht mit dem Teufel (Les visiteurs du soir)
- 1943: Gräfin Chabert (Le colonel Chabert)
- 1943: Der Rabe (Le corbeau)
- 1944: Ruf der Berge (Premier de cordée)
- 1945: Das Opfer einer großen Liebe (La vie de bohème)
- 1947: Für eine Liebesnacht (Pour une nuit d'amour)
- 1949: Die Hafenbar von Marseille (Hans le marin)
- 1949: Orpheus (Orphée)
- 1951: Die Taverne von New Orleans (Adventures of Captain Fabian)
- 1955: Callaghan schlägt zu (À toi de jouer... Callaghan!!!)
- 1956: Der Glöckner von Notre-Dame (Notre-Dame de Paris)
- 1959: Sterne über dem Montblanc (Les étoiles de midi)
- 1964: Jungfrau reich garniert (Aimez-vous les femmes)
- 1967: Rache ist nicht nur ein Wort (La loi du survivant)
- 1970: Ticky – Eine Nummer zu klein (Trop petit mon ami)
- 1975: Aloise
- 1975: Gefährlich lebt sich’s besser (Il faut vivre dangereusement)
- 1976: Nie mehr immer (Jamais plus toujours)